# أمريكا فيرارا
أمريكا فيرارا (بالإسبانية: América Ferrera) (بالإنجليزية: America Ferrera) ممثلة أمريكية من مواليد 18 أبريل 1984 في لوس أنجلوس، أشتهرت بدورها في مسلسل بيتي القبيحة وحصلت بهذا الدور على جائزة الإيمي 2007 كأفضل ممثلة في مسلسل كوميدي، وجائزة الغولدن غلوب 2007 كأفضل ممثلة تلفزيونية، وجائزة نقابة ممثلي الشاشة 2006 كأفضل ممثلة في مسلسل كوميدي. وجائزة الإيمي برايم تايم لأفضل ممثلة في دور رئيسي في مسلسل كوميدي.|

## الأفلام
- (2010) كيف تروض تنينك
- (2010) لدينا عرس عائلي
- (2012) نهاية المناوبة
- (2014) كيف تروض تنينك 2
- (2016) أسياد دوغتاون
- (2016) المراسلون الخاصون

## روابط خارجية
- أمريكا فيرارا على موقع IMDb (الإنجليزية)
- أمريكا فيرارا على موقع الموسوعة البريطانية (الإنجليزية)
- أمريكا فيرارا على موقع روتن توميتوز (الإنجليزية)
- أمريكا فيرارا على موقع ألو سيني (الفرنسية)
- أمريكا فيرارا على موقع تيرنر كلاسيك موفيز (الإنجليزية)
- أمريكا فيرارا على موقع أول موفي (الإنجليزية)
- أمريكا فيرارا على موقع بوكس أوفيس موجو (الإنجليزية)
- أمريكا فيرارا على موقع قاعدة بيانات الأفلام السويدية (السويدية)
- أمريكا فيرارا على موقع إن إن دي بي (الإنجليزية)
- أمريكا فيرارا على موقع قاعدة بيانات الفيلم (الإنجليزية)